# Kalugericai-barlangok (Bajlovo)

A Kalugericai-barlangok, vagy Kalugerszki-barlangok (bolgárul: Калугерски пещери) Bulgáriában találhatók, Szófia megyében, Bajlovo község külterületén, Kalugerica településrészen. Ez a terület a Szredna Gora-hegység részének tekinthető. Egy édesvízi mészkő (travertínó) sziklában, 5-15 méteres magasságban 4 kis méretű barlang alakult ki. Ezek az itt talált barlangrajzok, vésetek miatt váltak ismertté. Az alkotások a rézkorban, illetve a középkorban születhettek. Az ábrák holdnaptáként értelmezhetők, hasonlítanak a Magura-barlangban talált naptárnak tekintett rajzokhoz. A barlangsort sokáig a napkultuszhoz kapcsolódó trák szentélynek tartották. Marija Zlatkova 1986-ban figyelt fel arra, hogy a rajzok vagy inkább vésetek köröket, félköröket, sarlókat ábrázolnak. Ezek a Hold különböző fázisait jelenítik meg. A barlangokban 256 darab holdfázisra utaló rajzolat van, ezekhez néhol más jelek is társulnak, vélhetően fontosabb időpontokat megjelölve. A Kalugericai-barlangok számos problémát felvetnek a régészek és történészek számára. A trákoknál ugyanis nem volt Hold-kultusz, vagyis nem tudnak róla, hogy lett volna. Ha a barlangi ábrák korának datálása helyes, akkor ez lenne az egyetlen a Holdhoz kapcsolható trák szentély. Egyesek ezért úgy vélik, a rajzok sokkal fiatalabbak, azokat a középkorban a bogumilok készítették. 
Nikolaj Dermendzsiev szerint a vésetek egyaránt ábrázlják a Holdat és a Napot is, Kalugerica amolyan csillagászati megfigyelőhely lehetett. 
Az érdekes vésetek ellenére a Kalugericai-barlangok elhanyagolt állapotban vannak. Vandálok és kincsvadászok a leletek egy részét már elpusztították. A környék hulladéklerakóként funkcionál.

## Fordítás
- Ez a szócikk részben vagy egészben  a(z)   Калугерски пещери (Байлово) című bolgár Wikipédia-szócikk fordításán alapul.  Az eredeti cikk szerkesztőit annak laptörténete sorolja fel. Ez a jelzés csupán a megfogalmazás eredetét és a szerzői jogokat jelzi, nem szolgál a cikkben szereplő információk forrásmegjelöléseként.